# Pedrocortesella reticulata
Pedrocortesella reticulata är en kvalsterart som först beskrevs av Warburton 1912.  Pedrocortesella reticulata ingår i släktet Pedrocortesella och familjen Licnodamaeidae. Inga underarter finns listade i Catalogue of Life.